# صالح القزويني
صالح بن مهدي القزويني الحلّي النجفي، الشهير بميرزا صالح القزويني، عالم دين إسلامي، فقيه، شاعر، ومؤسس «ركضة طويريج». وهو ثاني أنجال مهدي القزويني، وأحد اقطاب النهضة العلمية والأدبية بالحلة في الشطر الأخير من القرن الثالث عشر الهجري.[بحاجة لمصدر] رافضي 

## الأسرة والمولد
ولد بالحلة أوائل سنة 1257هـ/1841م، ونشأ بها فدرس بعض المقدمات فيها، ثم عزم على النجف حيث حضر على شيخ الطائفة الشيخ مرتضى الأنصاري في الفقه وأصول الفقه، وأجيز بالاجتهاد من والده الفقيه مهدي القزويني. وبعد وفاة أبيه سنة 1300/1883 تصدى للبحث والتدريس في بناية المقبرة العائدة لأسرته.

## آثاره العلمية والأدبية
من آثاره:
- رسالة في الفقه.
- مقتل عليّ أمير المؤمنين (ع).
- مجموعته الشعرية.

## الوفاة
توفي فی لیلة الثلاثاء العشرین من محرم سنة 1304هـ (19 أكتوبر 1886م)، فی النجف ودفن مع والدہ في مقبرتھم، وبعد وفاته، خلفه ولده هادي القزويني (1347هـ/1928م).